# Manaíra (kommun)
Manaíra är en kommun i Brasilien.   Den ligger i delstaten Paraíba, i den östra delen av landet, 1 400 km nordost om huvudstaden Brasília. Antalet invånare är 10 759.
Följande samhällen finns i Manaíra:
- Manaíra

Omgivningarna runt Manaíra är huvudsakligen savann. Runt Manaíra är det ganska glesbefolkat, med 42 invånare per kvadratkilometer.